# 365 Days to the Wedding
365 Days to the Wedding (jap. 結婚するって、本当ですか Kekkon surutte, hontō desu ka) – manga autorstwa Tamikiego Wakakiego, publikowana na łamach magazynu „Big Comic Spirits” wydawnictwa Shōgakukan od marca 2020 do czerwca 2023.
Na podstawie mangi powstała TV drama, która została wydana w październiku 2022. Adaptacja anime, za produkcję której odpowiadało studio Ashi Productions, była emitowana od października do grudnia 2024.

## Fabuła
Takuya Ohara i Rika Honjoji pracują razem w japońskim biurze podróży. Oboje mają trudności w nawiązywaniu relacji z innymi, ale mimo to cieszą się spokojnym i satysfakcjonującym życiem jako single. Wszystko zmienia się, gdy firma otwiera nowy oddział na Syberii, a do pracy za granicą w pierwszej kolejności mają zostać wytypowane osoby samotne. Aby uniknąć wyjazdu i uchronić swoje dotychczasowe życie, Takuya i Rika postanawiają udawać, że są małżeństwem. Z czasem jednak ich udawany związek zaczyna przeradzać się w prawdziwe uczucie.

## Bohaterowie
- Takuya Ohara (jap. 大原 拓也 Ōhara Takuya)

Seiyū: Kentarō Kumagai 
- Rika Honjoji (jap. 本城寺 莉香 Honjōji Rika)

Seiyū: Saori Hayami 
- Asako Kurokawa (jap. 黒川 麻子 Kurokawa Asako)

Seiyū: Ami Koshimizu 
- Hiromi Gonda (jap. 権田 広見 Gonda Hiromi)

Seiyū: Fukushi Ochiai 
- Natsumi Komiya (jap. 小宮 夏海 Komiya Natsumi)

Seiyū: Kana Asumi 
- Keisuke Itsuki (jap. 伊槻 佳祐 Itsuki Keisuke)

Seiyū: Haruki Ishiya 
- Susumu Shinshi (jap. 進士 奨 Shinshi Susumu)

Seiyū: Kentarō Tone 
- Jouji-san (jap. ジョージさん)

Seiyū: Jōji Nakata 
- Claudia (jap. クラウディア Kuraudia)

Seiyū: Nao Tōyama 
- Nao Umiyama (jap. 海山 ナオ Umiyama Nao)

Seiyū: Fairouz Ai 
- Kōichi Ōhara (jap. 大原 耕一 Ōhara Kōichi)

Seiyū: Tesshō Genda 

## Manga
Seria ukazywała się w magazynie „Big Comic Spirits” od 16 marca 2020 do 12 czerwca 2023. Wydawnictwo Shōgakukan zebrało jej rozdziały w 11 tankōbonach, wydawanych od 7 sierpnia 2020 do 12 lipca 2023.
| Nr | Data wydania (język japoński) | ISBN (język japoński)  |
| -- | ----------------------------- | ---------------------- |
| 1  | 7 sierpnia 2020               | ISBN 978-4-09-860648-1 |
| 2  | 12 listopada 2020             | ISBN 978-4-09-860759-4 |
| 3  | 12 marca 2021                 | ISBN 978-4-09-860880-5 |
| 4  | 12 lipca 2021                 | ISBN 978-4-09-861072-3 |
| 5  | 12 listopada 2021             | ISBN 978-4-09-861180-5 |
| 6  | 11 marca 2022                 | ISBN 978-4-09-861258-1 |
| 7  | 12 lipca 2022                 | ISBN 978-4-09-861328-1 |
| 8  | 12 października 2022          | ISBN 978-4-09-861427-1 |
| 9  | 12 stycznia 2023              | ISBN 978-4-09-861567-4 |
| 10 | 12 kwietnia 2023              | ISBN 978-4-09-861687-9 |
| 11 | 12 lipca 2023                 | ISBN 978-4-09-861737-1 |

## TV drama
W lipcu 2022 podano do wiadomości, że manga otrzyma adaptację w formie TV dramy. Serial wyreżyserowali Ryō Miyawaki i Hitomi Kitagawa, scenariusz napisali Keiko Kaname i Akahiko Takaishi, a muzykę skomponował Ryo Yoshimata. W głównych rolach wystąpili Wakana Aoi i Kanta Sato. 10-odcinkowy serial miał swoją premierę 7 października 2022 na japońskim Amazon Prime Video. Aimer wykonała piosenkę przewodnią zatytułowaną „Ivy Ivy Ivy”.

## Anime
W kwietniu 2023 ogłoszono, że manga otrzyma adaptację anime. Później poinformowano, że będzie to serial telewizyjny wyprodukowany przez studio Ashi Productions i wyreżyserowany przez Hiroshiego Ikehatę. Scenariusz napisał Kazuho Hyodo, postacie zaprojektował Shuji Maruyama, a muzykę skomponowali Shun Narita i Yūsuke Seo. Seria była emitowana od 3 października do 19 grudnia 2024 w stacjach Tokyo MX i BS11. Motywem otwierającym jest „Kirakira” (jap. キラキラ), autorstwa HoneyWorks feat. HaKoniwalily, natomiast końcowym „Tsumari wa” (jap. つまりは)  w wykonaniu Gohobi. Prawa do streamingu serii nabył Crunchyroll.